# Montuïri
Montuïri är en kommun i Spanien. Den ligger i den autonoma regionen Balearerna i östra delen av landet. Antalet invånare är 3 216 (2024). Montuïri ligger på ön Mallorca.